# سندرم رینولدز
سندرم رینولدز (انگلیسی: Reynolds syndrome) یک لامینوپاتی ثانویهٔ نادر است که ترکیبی از سیروز صفراوی اولیه به‌همراه اسکلرودرمی پیشروندهٔ سرتاسری (عمومی) است. در برخی بیماران، این بیماری با سندرم شوگرن و کم‌خونی همولیتیک مرتبط بوده‌است.
علائم شایع بالینی شامل یرقان، آلکالین فسفاتاز بالا، رسوب کلسیم در پوست، گشادشدگی مویرگ‌ها و خارش است. این بیماری ممکن است موجب پیدایش نقاط سفید یا زرد رنگ در دست و پاها شود.
این سندرم نام خود را از «دکتر تِـلفـِر بی. رینولدز» متخصص برجستهٔ کبد می‌گیرد که نخستین بار آنرا گزارش کرد. او یکی از نخستین بنیان‌گذاران رشتهٔ کبدشناسی در دانشگاه کالیفرنیای جنوبی بود.
نباید این سندرم با سندرم رینود اشتباه کرد.
این بیماری باعث اوبی شدن بیماران میشود